# Synagoga Brodzka w Odessie
Synagoga Brodzka w Odessie, zwana Główną lub Starą (ukr. Головна синагога, Hołowna synagoga lub Бродська синагога, Brodska sуnagoga) – żydowska bóżnica znajdująca się na rogu ulic Włoskiej i Karawańskiego, jedyna zachowana synagoga w Odessie spośród żydowskich domów modlitewnych znajdujących się tu przed I wojną światową. 
Powstała w latach 1840–1850 na rogu ulic Jewrejskiej i Ryszeliewskiej według projektu F. Morandiego jako pierwsza synagoga postępowa na terenie Rosji. Nazwę swą wzięła od pierwszego kantora i rabina, który nią zarządzał, W. Blumentala z Brodów w Galicji. Przedstawiała sobą dwukondygnacyjny gmach o półokrągłych oknach, zbudowany w stylu florencko-romańskim. 
W czasach radzieckich obiekt był wykorzystywany jako hala sportowa. W 1996 roku zdecydowano o jego zwrocie lokalnej gminie żydowskiej. Pierwsze po latach modły odbyły się we wrześniu 1996 roku z okazji nowego roku. W latach dziewięćdziesiątych XX wieku bóżnica przeszła generalny remont - m.in. odtworzono bimę i zbudowano łaźnię rytualną. 
W budynku synagogi oprócz sal modlitewnych mieści się m.in. gabinet rabina Odessy Szlomo Bakszta, redakcja tygodnika "Or Sameach" oraz programu telewizyjnego pod tym samym tytułem oraz biuro lokalnej gminy żydowskiej. W znajdującym się koło bóżnicy pomieszczeniu ma siedzibę biblio- i filmoteka, odbywają się seminaria oraz zajęcia z religii i języka hebrajskiego. Od 1998 roku odbywają się tu wykłady w ramach nowo powstałej jesziwy (zajęcia prowadzą rabini z Izraela).